# 宾森氏蜑螺
宾森氏蜑螺（学名：Nerita bensoni），是原始腹足目蜑螺科蜑螺属的一种。主要分布于台湾，常栖息在海蚀平台的潮池中。